# Юриевка (Кропивницкий район)
Юриевка (укр. Юріївка; до 2025 года — Юрьевка) — село в Кетрисановской сельской общине Кропивницкого района Кировоградской области Украины.
До 2020 года входило в Бобринецкий район
Население по переписи 2001 года составляло 8 человек. Почтовый индекс — 27261. Телефонный код — 5257. Занимает площадь 0,307 км². Код КОАТУУ — 3520882805.
В июне 2025 года, постановлением Верховной Рады Украины селу было присвоено название Юриевка